# TIMIT
TIMIT（英語：The DARPA TIMIT Acoustic-Phonetic Continuous Speech Corpus），是由德州仪器、麻省理工学院和SRI International合作构建的声学－音素连续语音语料库。
TIMIT数据集的语音采样频率为16kHz，一共包含6300个句子，由来自美国八个主要方言地区的630个人每人说出给定的10个句子，所有的句子都在音素级别（phone level）上进行了手动分割，标记。70%的说话人是男性；大多数说话者是成年白人。

## 外部連結
- 官方网站 （英文）